# Batara ardoisé
Thamnomanes ardesiacus
Espèce
Statut de conservation UICN

 LC  : Préoccupation mineure
Le Batara ardoisé (Thamnomanes ardesiacus) est une espèce de passereaux de la famille des Thamnophilidae.

## Répartition

Aire de répartition de Thamnomanes ardesiacus.

Cet oiseau se rencontre en Bolivie, au Brésil, en Colombie, en Équateur, au Guyana, en Guyane, au Pérou, au Suriname et au Venezuela.

## Liste des sous-espèces
Selon GBIF (15 avril 2024) :
- Thamnomanes ardesiacus ardesiacus (P.L.Sclater & Salvin, 1868)
- Thamnomanes ardesiacus obidensis (E.Snethlage, 1914)

## Systématique
Le nom valide complet (avec auteur) de ce taxon est Thamnomanes ardesiacus (P.L.Sclater & Salvin, 1868).
L'espèce a été initialement classée dans le genre Dysithamnus sous le protonyme Dysithamnus ardesiacus Sclater & Salvin, 1868.
Ce taxon porte en français le nom vernaculaire ou normalisé suivant : Batara ardoisé,.
Thamnomanes ardesiacus a pour synonyme :
- Dysithamnus ardesiacus Sclater & Salvin, 1868